# Тразагис
Тразагис (итал. Trasaghis) —  коммуна в Италии, располагается в регионе Фриули-Венеция-Джулия, в провинции Удине.
Население составляет 2427 человек (2008 г.), плотность населения составляет 32 чел./км². Занимает площадь 77 км². Почтовый индекс — 33010. Телефонный код — 0432.
Покровителями города почитаются святые Гермагор и Фортунат, празднование 12 июля.

## Демография
Динамика населения:

## Администрация коммуны
- Официальный сайт: http://www.comune.trasaghis.ud.it/